# Epicnaphus
Epicnaphus là một chi nấm trong họ Marasmiaceae, thuộc bộ Agaricales. Chi này được nhà nghiên cứu người Đức, Rolf Singer miêu tả khoa học lần đầu tiên vào năm 1960, chi chứa hai loài được tìm thấy ở Nam Phi. Singer khi đó miêu tả loài điển hình, E. phalaropus, được tìm thấy trên những cành cây rụng trong một cánh rừng mưa ở Bolivia. Còn loài nấm E. longispora đến từ Argentinia sau này được Jörg Raithelhuber đưa thêm vào chi năm 1973.